# Кондрат, Тадеуш
Тадеуш Кондрат (пол. Tadeusz Kondrat; 1908—1994) — польский актёр театра, кино, телевидения и кабаре.

## Биография
Тадеуш Кондрат родился 8 апреля 1908 года в Пшемысле. Он не учился в актёрских школах, но в 1932 году сдал актёрский экзамен. Дебютировал в театре в 1927 году в Познани, а затем был актёром театров в Познани, Кракове, Лодзи, Катовице и Варшаве. Выступал также в кабаре в 1954 и в спектаклях «театра телевидения» в 1957—1979 годах. Умер 19 июня 1994 года в «Доме Актёра в Сколимуве» в городе Констанцин-Езёрна. Похоронен на кладбище «Старые Повонзки» в Варшаве.
Его брат — актёр Юзеф Кондрат, сын — актёр Марек Кондрат.

## Избранная фильмография
- 1953 — Приключение на Мариенштате / Przygoda na Mariensztacie
- 1954 — Целлюлоза / Celuloza
- 1954 — Под фригийской звездой / Pod gwiazdą frygijską
- 1955 — Волшебный велосипед / Zaczarowany rower
- 1957 — Месть / Zemsta
- 1961 — Апрель / Kwiecień
- 1965 — Вальковер / Walkower
- 1967 — Где третий король? / Gdzie jest trzeci król
- 1968 — Кукла / Lalka
- 1969 — Человек с ордером на квартиру / Człowiek z M-3
- 1973 — Санаторий под клепсидрой / Sanatorium pod klepsydrą
- 1975 — Моя война, моя любовь / Moja wojna, moja miłość
- 1975 — Опали листья с деревьев / Opadły liście z drzew
- 1976 — Ночь в большом городе / Noc w wielkim mieście

## Признание
- 1947 — Серебряный Крест Заслуги.
- 1954 — Кавалерский крест Ордена Возрождения Польши.
- 1955 — Государственная премия ПНР 2-й степени.
- 1978 — Офицерский крест Ордена Возрождения Польши.